# Kainit

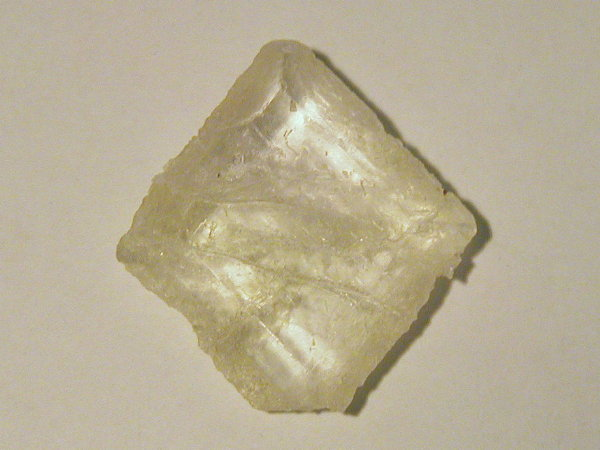
Kainit

Kainitul este un mineral compus din clorură de potasiu și sulfat de magneziu hidratat.
Formula sa este: MgSO4·KCl·3H2O.
Denumirea mineralului provine de la cuvantul grec Kainos = nou ( recent descoperit)
Apare frecvent în zăcămintele de săruri de potasiu și magneziu.
Este ușor solubil și are culoarea alb-gălbui.
În România se găsește sub formă de zăcământ în regiunea orașului Târgu Ocna.